# Puig de Santueri
El puig de Santueri és un cim de 408 metres del municipi de Felanitx. Destaca per la presència del castell de nom homònim al seu capdamunt.